# Léon Avenet
Léon Charles Louis Avenet, né à Paris (ancien 8e arrondissement) le 9 juin 1844 et mort à Paris 14e le 10 avril 1899,, est un maître-verrier, ancien élève de Vaudremer, ayant poursuivi de 1866 à 1870 des études d'architecture à l'École des beaux-arts.
Vaudremer lui demanda en 1882 de réaliser les vitraux de l'église Notre-Dame d'Auteuil. Il fit encore appel à lui pour ceux de « l'église grecque de la rue Bizet ».